# Koil
Koil is een vulkanisch eiland in Papoea-Nieuw-Guinea en behoort tot de provincie East Sepik. Het is 2 vierkante kilometer groot en steekt nauwelijks boven de zeespiegel uit. De enige zoogdieren die er voorkomen zijn de drie buideldieren Echymipera kalubu, Phalanger orientalis en Petaurus breviceps.